# Paul Welsch
Pour les articles homonymes, voir Welsch.
Paul Welsch, né le 26 juillet 1889 à Strasbourg et mort le 16 juin 1954 à Paris, est un peintre français figuratif. Également graveur (eau-forte, gravure sur bois et linogravure) et lithographe, il était membre de la Société des peintres-graveurs français.

## Biographie

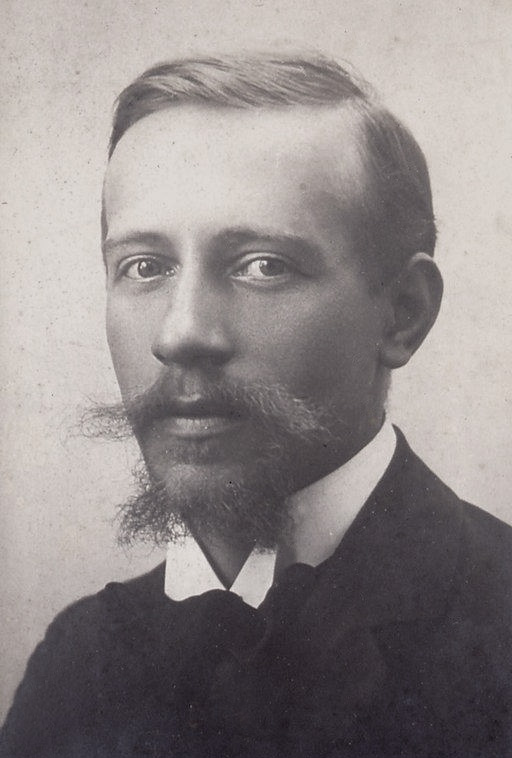
Émile Schneider

Il y commence ses études secondaires qu'il achève à Hanovre. Ses carnets d'esquisses (1907-1908) montrent déjà sa maîtrise du dessin. Il poursuit des études de droit à l'université de Strasbourg puis de sciences politiques à la faculté de droit de Paris (1909-1911). C'est à cette époque qu'il devient l'élève d'Émile Schneider (1873-1947) à Strasbourg aux côtés duquel il expose ses premiers essais. À Paris, dès 1911, il débute en peinture chez Maurice Denis qui le convainc de consacrer sa vie aux beaux-arts. Il se perfectionne en dessin et gravure auprès de Bernard Naudin (1876-1946). Jusqu'en 1914 il étudie à l'Académie Ranson auprès de Maurice Denis et de Paul Sérusier. Il expose dans ces années-là, notamment à la Société des artistes français en mai 1913, une série de gravures de facture très réaliste.
La guerre de 1914 interrompt brièvement ces débuts : enrôlé sous le drapeau allemand, il est blessé sur le front russe et rapatrié dès décembre 1914. Les peintures exécutées entre 1914 et 1919 sont caractérisées par des traits épais et nerveux aux couleurs vives, ainsi qu'en témoigne la Place Kléber pavoisée pour l'armistice, toile de 1918 conservée au Musée d'Art moderne et contemporain de Strasbourg.

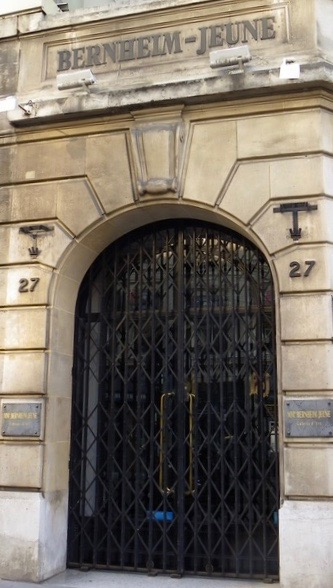
Galerie Bernheim-Jeune

En 1919, il forme avec d'autres peintres alsaciens le Groupe de Mai, influencé par les œuvres de Paul Cézanne : Jacques Gachot (1885-1954), Hans Haug (1890-1965) dit Balthasar, Edouard Hirth (1885-1980), Martin Hubrecht (1892-1965), Luc Hueber (1888-1974), Louis-Philippe Kamm (1882-1959) et Lisa Krugell (1893-1977). Le Groupe de Mai, au sein duquel Gilles Pudlowski distingue« Paul Welsch qui peint les bleu azur de la Provence avec une luminosité tranquille et s'affirme comme le Méditerranéen du groupe », exposera à Paris (chez Bernheim-Jeune en février 1921) et Strasbourg (habituellement à la Maison d'Art Alsacienne, 6 rue Brûlée) jusqu'en 1934. Paul Welsch « reconstruit en architecte la nature, soumettant formes, lumière, couleurs à la discipline austère, d'une grande distinction. Lui est resté fidèle à l'un des préceptes du Maître d'Aix : faire du Poussin d'après nature » observe pour sa part Robert Heitz. Après la  guerre, l'artiste s'installe à Paris.
Paul Welsch illustre en 1920 son premier livre, Les bourgeois de Witzheim d'André Maurois, dans un esprit proche de Hansi. La même année, il séjourne huit mois en Tunisie qu'il transcrit dans une peinture sobre, grave et lumineuse, loin de tout orientalisme de bazar. Il participe cette année-là avec deux toiles au Salon tunisien puis exposera le fruit de ce travail - « des toiles d'une rare sobriété de couleurs, aux lignes de force 
puissantes réduites à l'essentiel » restitue Gérald Schurr - en la galerie Bernheim-Jeune à Paris en février 1921).
Il effectue dès 1921 un premier séjour à Saint-Tropez où il reviendra régulièrement. Sa peinture n'est pas insensible aux courants de l'époque : Albert Marquet, André Derain ou Henri Matisse. « Welsch [dans Le palmier] cherche moins une émotion que l'architecture impeccable du tableau, le contraste des formes […] qui, à cette époque de sa carrière, le rapproche du cubisme » constate Robert Heitz dans La peinture en Alsace. Il explore les paysages du sud : Paysage au bord du Loup (1922), Paysage à Florence (1922), Paysage à la Gaude (1923), Citadelle à Corte (1925). Un voyage en Italie lui permet d'approfondir sa connaissance des peintres de la Renaissance, plus particulièrement Masaccio. Dès 1922, il devient sociétaire du Salon d'automne de Paris, participe au 33e Salon des indépendants et, en 1923, au Salon des Tuileries. Paraît cette même année son deuxième livre illustré : Amis et amiles d'Assenet, sept bois originaux aux traits géométriques, proches du vitrail.

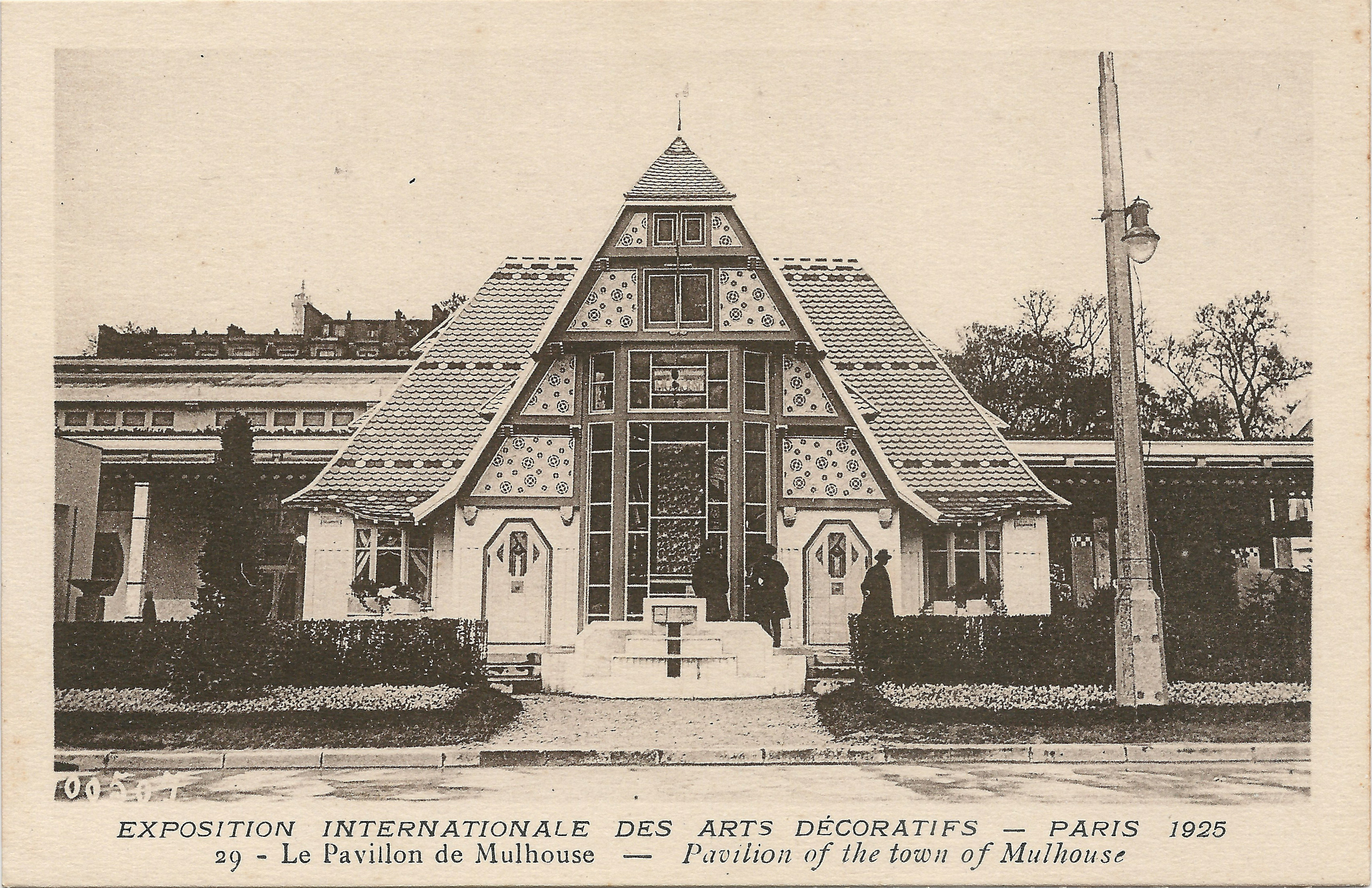
Exposition internationale des Arts décoratifs et industriels modernes, 1925, pavillon de Mulhouse

Paul Welsch abandonne progressivement dans ses toiles, à partir de 1924, cette géométrie appuyée. Il se tourne vers un style plus dépouillé : limitation des couleurs (bleus, bruns, verts), formes simplifiées mais souples. Au Salon des Indépendants de 1925, Raymond Régamey repère un Vendanges à Capri « très sobre et noble de lignes […] avec cet art déroutant au premier coup d'œil de rendre par des demi-teintes la forte lumière ». Paul Welsch peint en cette même année 1925 deux panneaux pour le Pavillon de Mulhouse de l'Exposition internationale des Arts décoratifs et industriels modernes à Paris : L'Eau et La Terre (conservés aujourd'hui au Musée d'Art moderne et contemporain de Strasbourg). L'artiste, à côté des paysages du Midi, se consacre aux teintes sourdes de Paris et d'Alsace, sans négliger la nature morte ou le nu dans lesquels il excelle. L'austérité très attachante de cette peinture culminera dans les toiles du Quercy (Route à Puylaroque, 1927), avec « de lourds paysages au ciel plombé, vides, inquiets, à l'allure lente » (M. K.). Les couleurs vives transpirent à travers la pâte plutôt qu'elles ne s'offrent ostensiblement au regard grâce à une parfaite maîtrise du glacis. Les portraits - des femmes au visage souvent triste - sont transcendés par la souplesse des lignes et l'art de la correspondance des couleurs (Femme au gilet rouge, 1929, Musée d'Art moderne et contemporain de Strasbourg).
Au cours des années 1930, Paul Welsch assied définitivement son style, un réalisme poétique très caractéristique, fait, ainsi que l'observe Maurice Betz dans le catalogue de l'exposition à la galerie Berthe Weill en 1931, d'une « perfection dense, humaine, dédaigneuse de toute éloquence ». Sa formation politique lui permet sans doute de trouver les appuis nécessaires pour participer aux grandes manifestations de son temps : décoration murale pour la Semaine Coloniale de mai-juin 1932, illustration pour les livres d'Armand Megglé portant sur l'Afrique-Occidentale française, l'Afrique-Équatoriale française et la Syrie (1931), La vie aux champs, panneau accroché dans le vestibule du Pavillon d'Alsace lors de l'Exposition Internationale des Arts et Techniques de 1937. On trouve dans cette dernière œuvre les thèmes de l'homme et de la terre qui sont au centre de toute la carrière de Welsch.

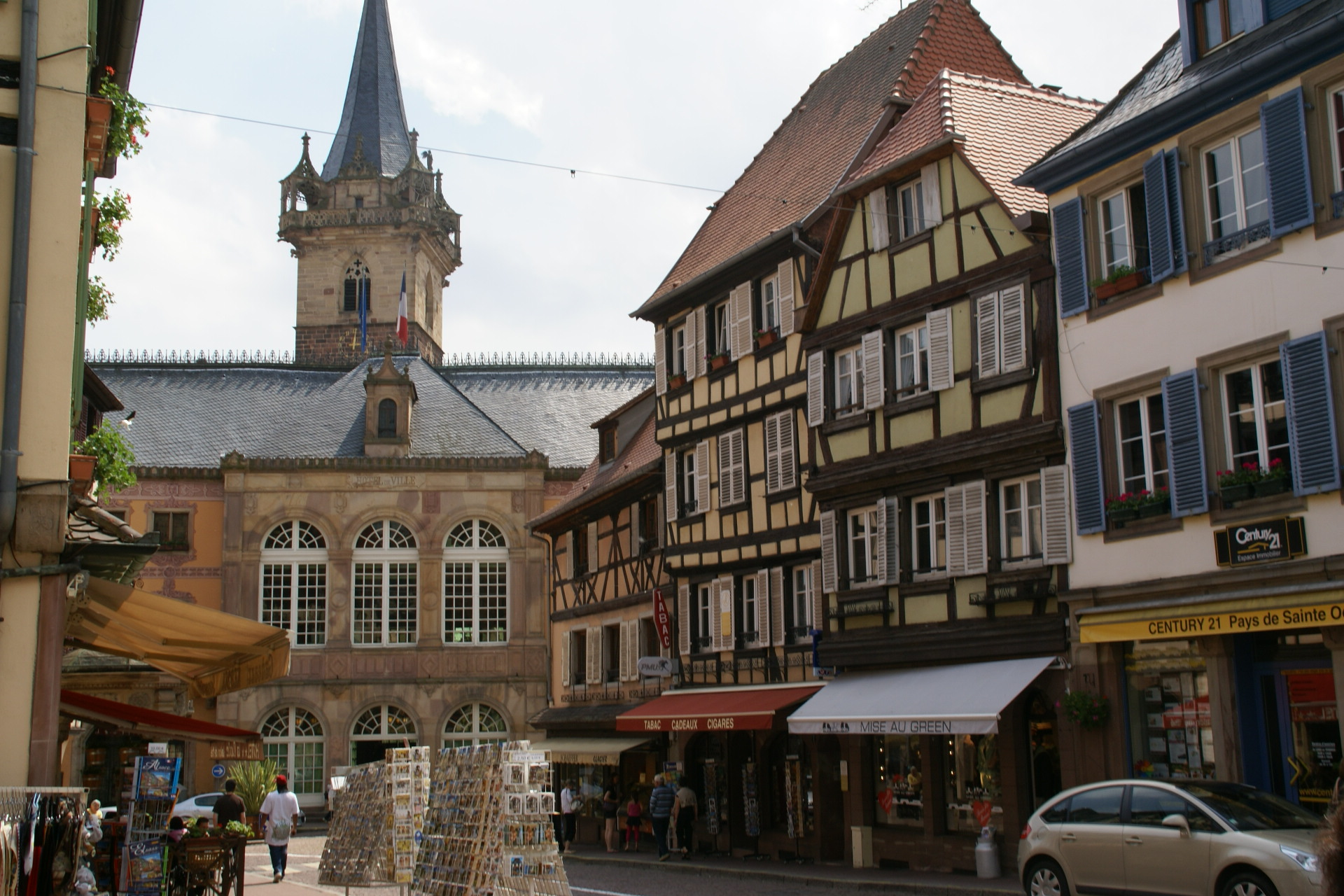
Obernai

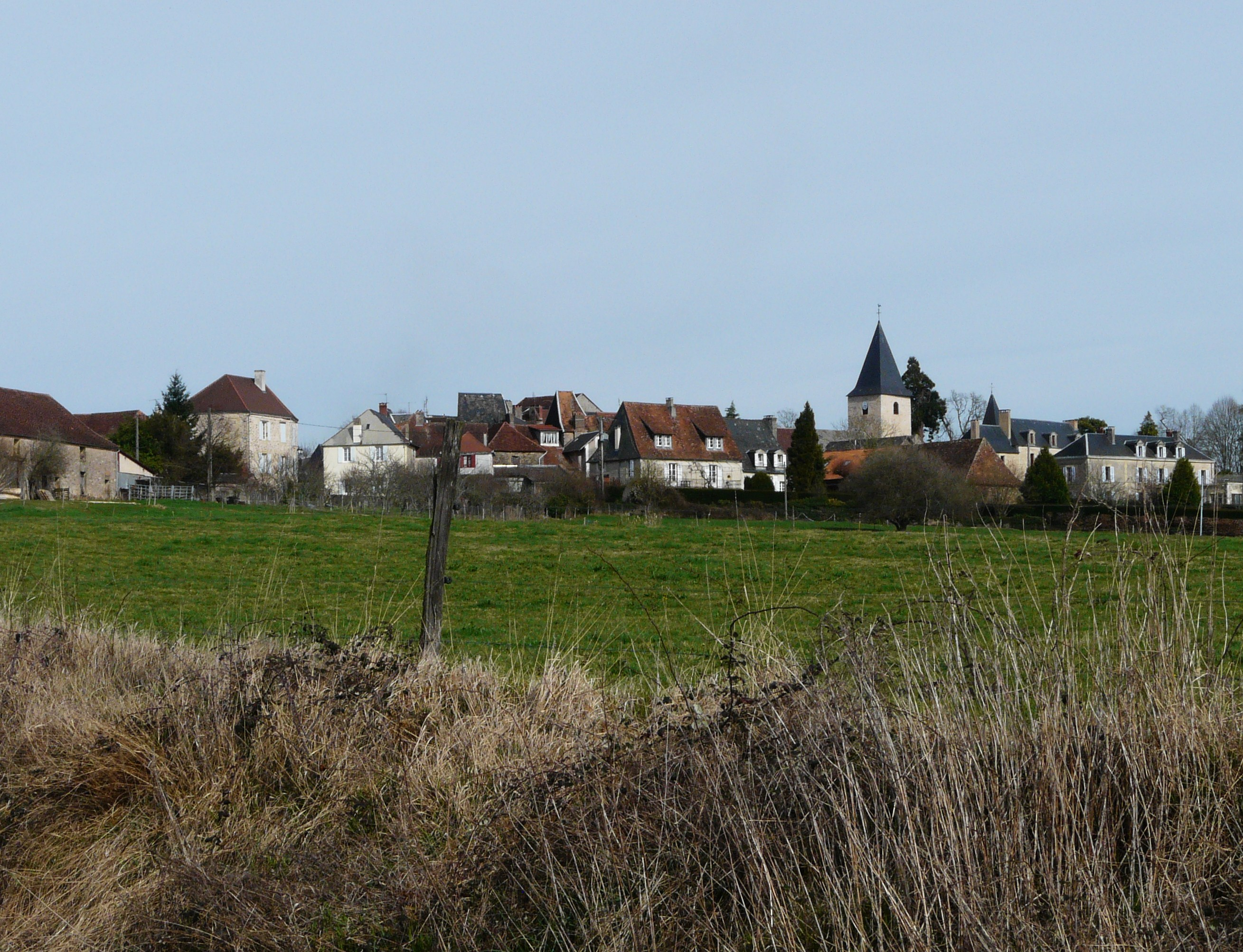
Génis

Après un bref séjour aux États-Unis évoqué par David Karel, « sans doute à Chicago », et plusieurs séjours à Obernai en Alsace (1935-1939), il est mobilisé sur le front de Lorraine en tant que capitaine de cavalerie, se distinguant en juin 1940 pour sa conduite au feu. Il est fait prisonnier de 1940 à 1941 aux Oflags XVII d'Edelbach et Va de Weinsberg. Il en rapportera de nombreux dessins et aquarelles qui seront exposés à Paris. Durant cette époque, il signe ses œuvres Velche. Il passe le reste de la guerre principalement en Dordogne, à Génis. Les huiles qu'il y peint déclinent à l'infini la gamme des verts, une de ses couleurs de prédilection.
Après guerre, restitue Jean-Eugène Bersier, « il reprendra avec sa passion contenue, cette sorte d'ardeur réservée qui lui est si personnelle, son métier de peintre et sans doute s'exprimera-t-il en ces dix dernières années mieux encore qu'auparavant, son œuvre calme et profonde va s'enrichir d'une quiétude, d'une sûreté qui ne faibliront pas jusqu'à la fin ». Les dernières œuvres - peintes à Paris, Saint-Tropez ou Malaucène dans le Vaucluse - ne s'écartent guère de celles des années 1930 mais se caractérisent par une gamme plus étendue de couleurs chaudes. Il produit aussi de nombreuses lithographies, majoritairement en noir et blanc mais aussi en couleurs (Le rendez-vous des chasseurs, Salon d'Automne de Paris 1949), et réalise les illustrations de quatre livres : Petits poèmes en prose de Baudelaire (1947) restés semble-t-il inédits ; Le pilier des anges de Claude Odilé (1948) ; Croquis de Provence d'André Suarès (1952), ouvrage pour lequel il se lance dans la technique de la gravure sur bois ; enfin La bonne chanson de Paul Verlaine (1954). En 1953, il réalise encore une vaste peinture murale pour le collège technique hôtelier de Strasbourg (actuellement collège Fustel de Coulanges) qui résume son univers : la vie simple de l'homme dans la nature. Il meurt d'un cancer le 16 juin 1954 à Paris et est enterré au cimetière Saint-Gall de Strasbourg. Il avait épousé Germaine Roth (1895-1974). 

## Principales expositions
- 1920 : Maison d'Art Alsacienne, Strasbourg.
- 1920 : Salon tunisien, Tunis[5].
- 1921 : Galerie Bernheim-Jeune, Paris, avec le Groupe de Mai[6].
- 1925 : Exposition des Arts Décoratifs, Paris.
- 1927 : Galerie Zborowski, Paris.
- 1931 : Galerie Berthe Weill, Paris[11]
- 1932 : Exposition Coloniale Internationale, Paris.
- 1933 : Maison d'Art Alsacienne, Strasbourg
- 1937 : 
  - Galerie Aktuaryus, Strasbourg ;
  - Maison d'Art Alsacienne, Strasbourg ;
  - Exposition Internationale des Arts et Techniques, Paris.
- Avril 1938 : Exposition 29e Groupe des artistes de ce temps Petit Palais, Paris.
- 1942 : Galerie de Berri.
- 1945 : Maison d'Art Alsacienne, Strasbourg.
- 1948 : Galerie Aktuaryus, Strasbourg
- 1950 : Galerie André Maurice, Paris ; Galerie Aktuaryus, Strasbourg.
- 1953 : Galerie Aktuaryus, Strasbourg.
- 1954 : Rétrospective Welsch, château des Rohan de Strasbourg.
- 1968 : Exposition à la Galerie Bellier, Paris ; puis vente aux enchères à l'hôtel Drouot, Paris
- 1972 : Galerie Aktuaryus, Strasbourg.
- 1975 : Maison d'Art Alsacienne (Ancienne Douane), Strasbourg.
- 2002 : Le Groupe de mai, Musée historique de Haguenau[12].
- 2006 : Rétrospective Welsch, Musée historique de Haguenau[12].
- Avril-juin 2013 : Paysages et modernité : l'entre-deux-guerres, Musée des Beaux-Arts de Mulhouse[13].

Salon d'automne, Paris (1923-1928 ; 1934-1938 ; 1940-1954) - Salon des Tuileries, Paris (1923-1933 ; 1942-1943) - Salon des indépendants, Paris (à partir de 1922)

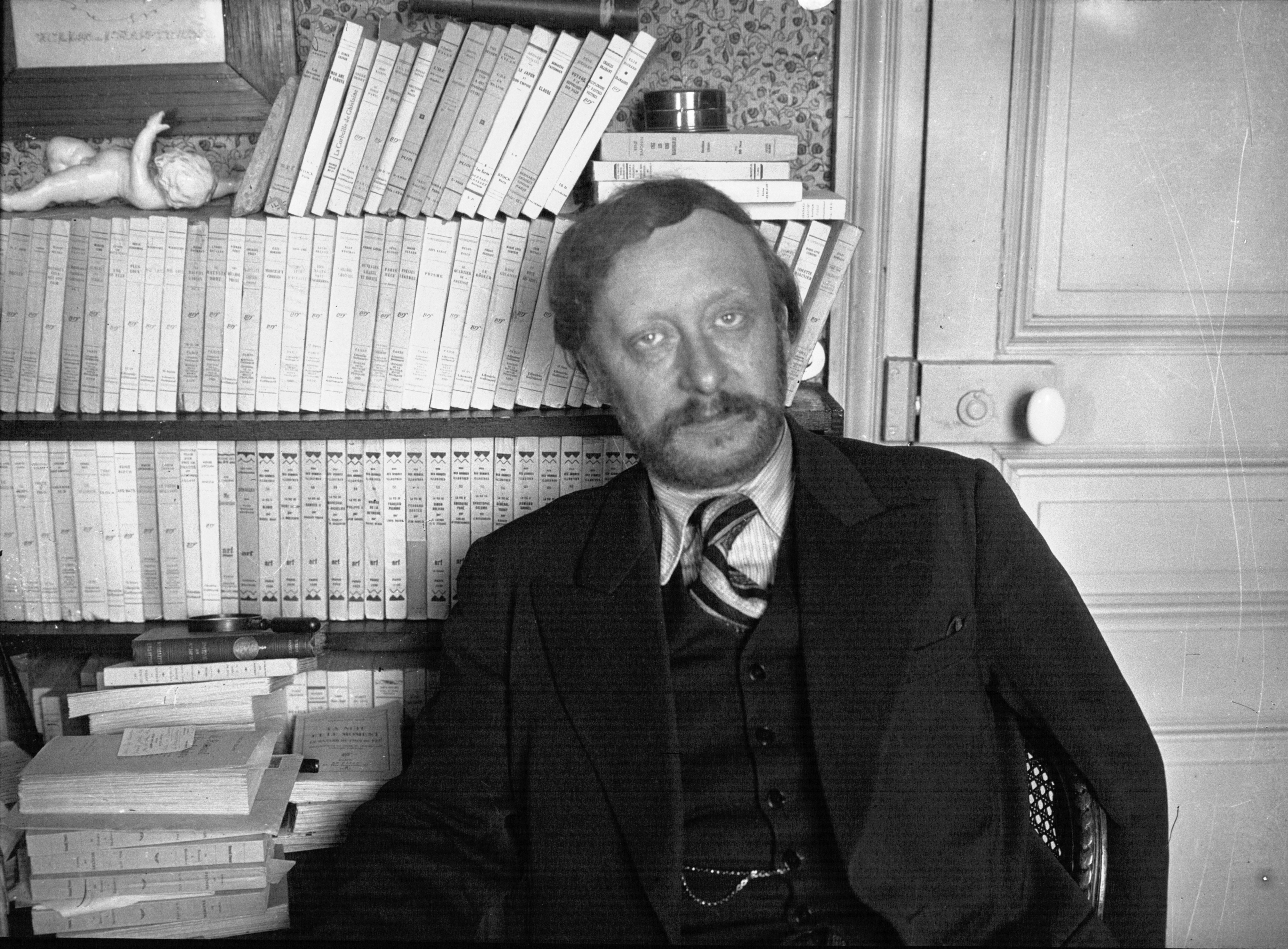
Fernand Fleuret

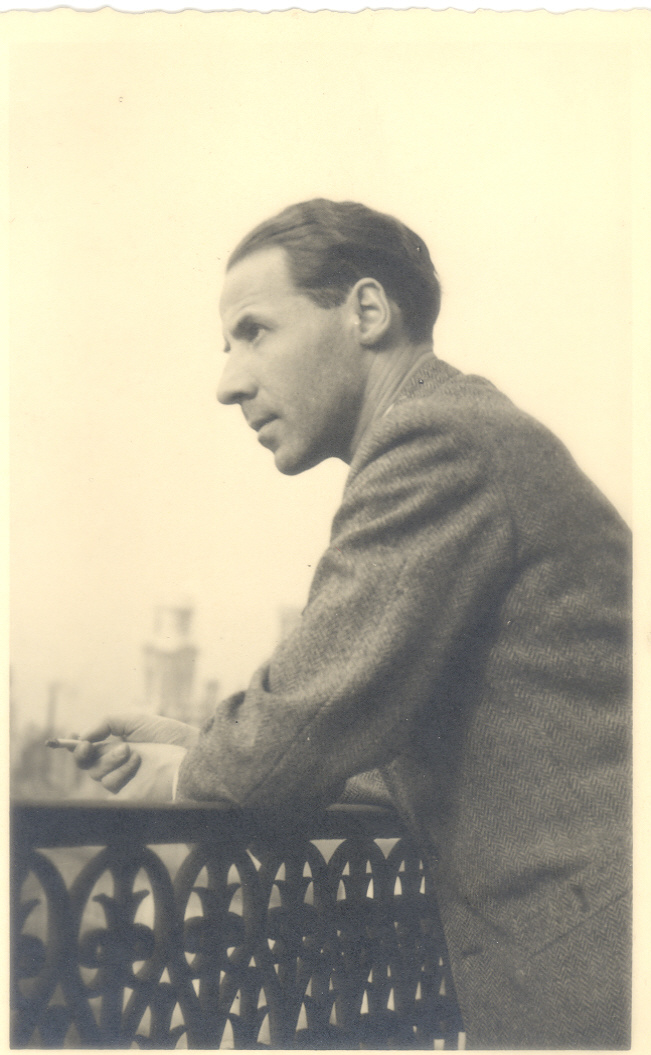
Maurice Betz

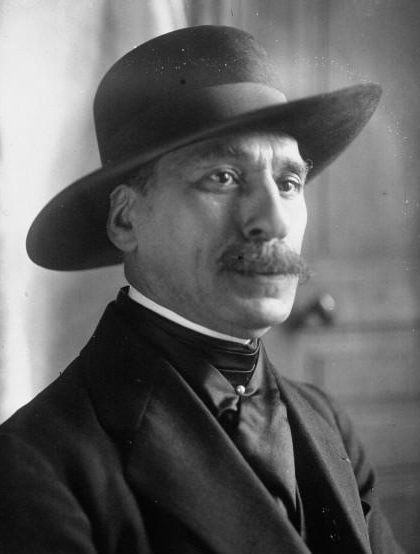
Paul Fort

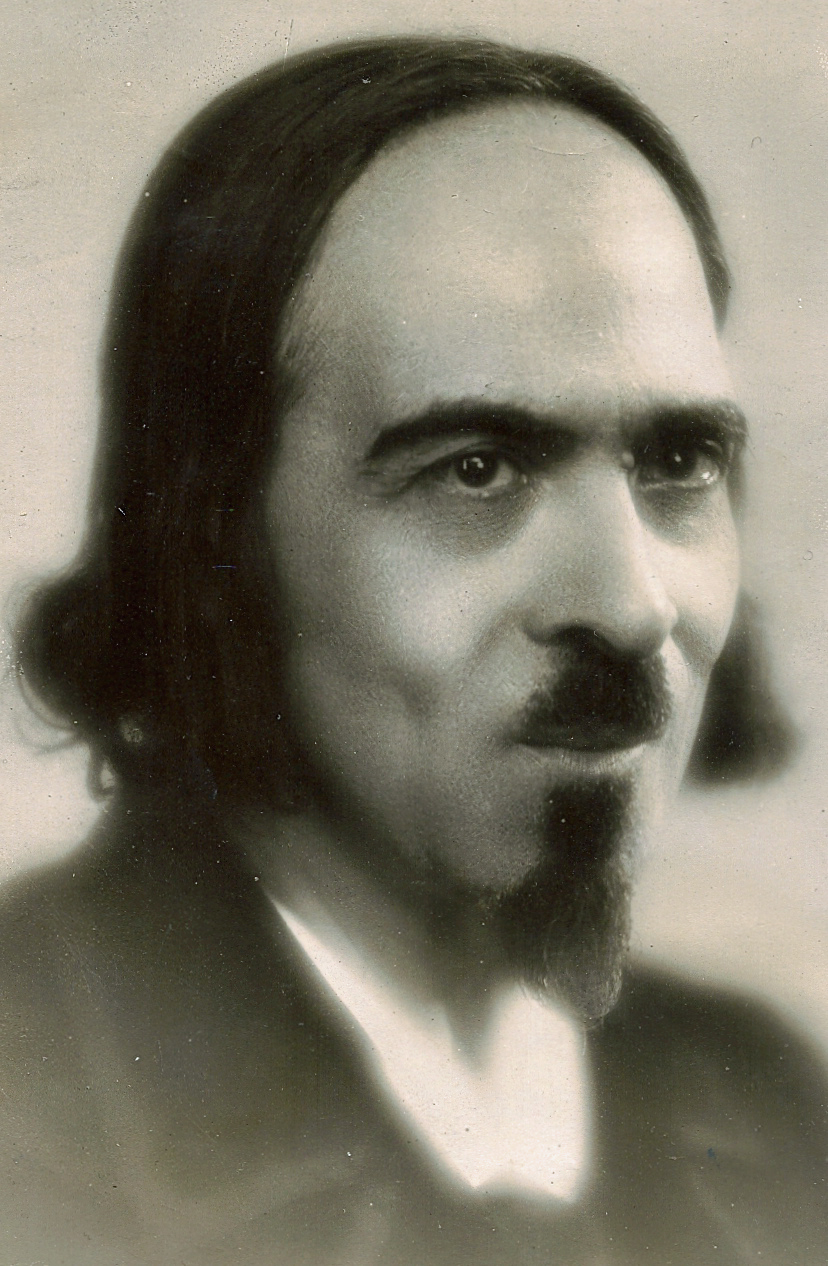
André Suarès

## Principaux livres illustrés
- 1920 : André Maurois, Les Bourgeois de Witzheim, illustrations de Paul Welsch, 90 exemplaires numérotés sur vergé de Hollande, Grasset.
- 1924 : Adaptation de Fernand Fleuret, Amis et amiles suivi de Asseneth, deux contes médiévaux, 7 bois originaux gravés par Paul Welsch, 450 exemplaires numérotés, collection « Les petites œuvres », éditions Chiberre.
- 1928 : Maurice Betz, Rouge et blanc.
- 1930 : 
  - Henri-Bert (préface d'André de Fouquières), Beau Brummel, illustrations de Paul Welsch, Société française d'éditions ;
  - Paul Fort, La poésie de Paris.
- 1931 : 
  - Armand Megglé, Afrique équatoriale française, dessins de Paul Welsch, Société française d'éditions ;
  - Armand Megglé, Afrique occidentale française, dessins de Paul Welsch, Société française d'éditions ;
  - Armand Megglé, Terres françaises - La Syrie, dessins de Paul Welsch, Société française d'éditions.
- 1937 : Paul Fort, Vol d'oiseaux noirs au temps des cerises, frontispice, vignette de la couverture et cul-de-lampe par Paul Welsch, 780 exemplaires numérotés, typographie Armand Jules Klein, Paris.
- 1939 : Paul Fort, Livre d'espérance - La joie française vaincra les temps sans joie, frontispice d'Imre Perely, cul de lampe La ronde autour du monde de Paul Welsch, 620 exemplaires numérotés, typographie Armand Jules Klein, Paris.
- 1947 : Charles Baudelaire, Petits Poèmes en prose (inédit).
- 1948 : Claude Odilé, Le Pilier des anges et autres légendes, lithographies originales de Paul Welsch, 250 exemplaires numérotés, éditions des Arceaux.
- 1949 : Collectif (dont Jean Cassou, Jean Fayard, Jean Follain, Marcel Haedrich, Edmond Jaloux, Thomas Mann, Daniel-Rops, Rainer Maria Rilke, Hommage à Maurice Betz, lithographies originales de Jean-Gabriel Daragnès, Jacques Ernotte, Berthold Mahn et Paul Welsch, 305 exemplaires numérotés, Émile-Paul éditeur.
- 1952 : André Suarès, Croquis de Provence, 35 bois originaux en couleur gravés par Paul Welsch, 160 exemplaires numérotés, Les Francs bibliophiles, Paris.
- 1954 : Paul Verlaine, La Bonne Chanson.

## Réception critique
- « Artiste distingué et sincère qui peint comme il sent et ne cherche pas à plaire à priori. » - Germain Bazin[11]
- « Paul Welsch a un sentiment très sûr de l'ordonnance générale du tableau. Sa composition est infaillible. Dans l'orchestration colorée, pas une fausse note, que ce soient les harmonies grises de ses tableaux d'il y a dix ans, les verts et bleus sourds  de son époque cézannienne, les nuances phosphorescentes de ses toiles récentes où se sent quelque influence de Simon-Lévy et qui rachètent par de grandes qualités picturales ce qu'elles ont pu perdre en solidité. Un métier très sûr, hostile à tout effet de virtuose. » - Robert Heitz[14]
- « Paul Welsch exprime spontanément en lithographie toute l'émotion qu'il refoule parfois au cours de l'exécution raisonnée et méthodique de ses peintures à l'huile. Totalement affranchi des servitudes du métier, cet illustrateur éprouvé se livre à la joie d'une interprétation rapide et directe. Son crayon gras glisse sur la pierre, tantôt brutal, tantôt caressant, toujours sûr, sobre et n'exprimant que l'essentiel… Il obtient des tonalités veloutées, délicatement modulées et qui sont une délectation pour l'œil. Quant à l'esprit, il est pleinement satisfait par ces visions personnelles et analytiques des sujets les plus divers… Il s'exprime librement. Si librement, même, que le motif transposé par sa vision n'est qu'un prétexte. Comme Cézanne, Welsch imprime à ses œuvres un rythme qui nécessite des déformations, des simplifications décisives, un mépris absolu du détail anecdotique et de la représentation figurative. » - Marc Lenossos[15]
- « Paul Welsch furent de ceux qui dépouillèrent le mieux les sites nord-africains et ceux de la Méditerranée des oripeaux colorés dont, jusqu'en 1900, on aimait à les revêtir abusivement. Sous lers éclats accidentels, il sut percevoir des raffinements plus austères, des beiges, des ocres clairs, des verts éteints qui constituent le véritable visage de ces régions. » - Robert Rey[16]
- « Sa rencontre à 22 ans avec Maurice Denis et Bernard Naudin fait balancer du côté de l'expression artistique une carrière qui s'orientait vers le droit. Dix ans plus tard il expose à Paris des paysages d'Italie et d'Orient aux tons très sobres soutenus par des lignes de force réduites à l'essentiel. » - Gérald Schurr[17]
- « Dès ses premières œuvres, on décèle un art tendu vers la sobriété, sobriété dans le choix de ses sujets, des citrons posés sur une chaise de paille, un torse de femme endormie, une calme baie méditerranéenne ou les majestueux vallonnements de son Alsace natale, sobriété dans la recherche des lignes, des plans et des volumes essentiels. » - Dictionnaire Bénézit[18]
- « Marc Lenossos, comme Robert Heitz, préfère ses dessins, plus vivants, à ses huiles. D'autres appréciaient sa retenue, cette austérité élégante, la sobriété de ses moyens et de ses gestes. Dans le Paysage au Mont national (près d'Obernai), Welsch montre, au contraire, toute la souplesse et l'ampleur de son geste. La composition est légère, la matière fine, le paysage aéré. L'huile ne recouvre pas tout le panneau, les espaces de réserve allègent l'ensemble. Les taches de couleur font palpiter la nature. On observe les traits et les coups de pinceau : le peintre traduit son émotion de manière spontanée. Dans la plupart de ses huiles, il la contient dans un équilibre parfait de formes et de tons. » - Hélène Braeuner[19]

## Distinctions
- Chevalier de la Légion d'Honneur[18].

## Collections publiques

### Canada
- Québec, Musée national des beaux-arts du Québec, Tunis, paysage, gravure sur linoleum, 11x16cm, juin 1920[20].

### États-Unis
- Art Institute of Chicago[8].
- Washington, Smithsonian American Art Museum :
  - Autoportrait, gravure 14x12cm[21].
  - Le chantier, gravure 31x24cm[22].

### France
- Albi, musée Toulouse-Lautrec[18].

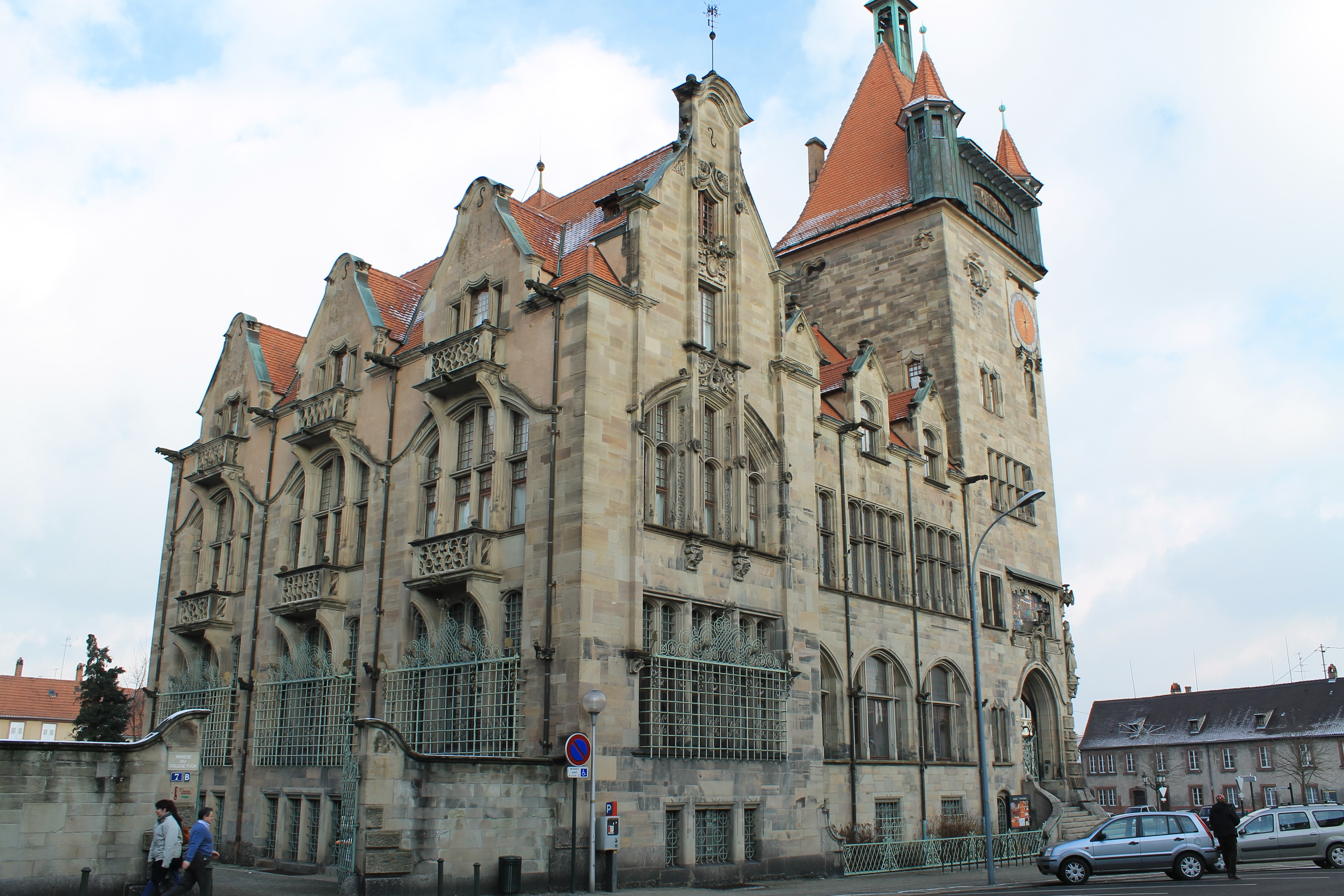
Musée historique de Haguenau

- Avignon, musée Calvet, Environs de Malaucène (Vaucluse}.
- Bagnols-sur-Cèze, Musée Albert-André,Nature morte au melon, 1916.
- Belfort, musée d'Art et d'Histoire, La Seine à Rueil, 1933.
- Colmar, musée Unterlinden, Colline en Provence, 1950.
- Épinal, musée départemental d'Art ancien et contemporain,Femme au café.
- Haguenau, musée historique, Paysage, huile sur toile[2].
- La Rochelle, musée des Beaux-Arts, Bouquet de fleurs.
- Mulhouse, musée des Beaux-Arts, La Seine à Paris.
- Mulhouse, Bibliothèque municipale.
- Nogent-sur-Marne, Maison nationale des artistes.
- Paris, Département des estampes et de la photographie de la Bibliothèque nationale de France.
- Paris, musée national d'art moderne, Centre Georges-Pompidou, Nature morte dans la verdure, vers 1953.
- Paris, musée d'art moderne de la Ville de Paris :
  - Les barques à Saint-Tropez, lithographie, vers 1950[23] ;
  - Café, Malaucène, la nuit, lithographie, 1951[24].
- Paris, Petit Palais, Jeune femme tricotant[18].
- Sarrebourg, musée de Sarrebourg,Vu du Krummel Elsass, 1939.
- Strasbourg, Collège technique hôtelier de Strasbourg, 14 rue de Lucerne, fresque murale 300x1100cm.
- Strasbourg, Musée d'Art moderne et contemporain : 
  - Nu couché ;
  - Strasbourg, la place Kléber pavoisée pour l'armistice de 1918 ;
  - Village en Alsace (Obersteinbach), huile surn toile 54x65cm, 1920[2] ;
  - La Terre (deux nus), huile sur toile 114x146cm, 1925[2] ;
  - Portrait de la femme de l'artiste, huile sur toile 55x46cm, 1928[25] ;
  - Femme au gilet rouge, huile sur toile 73x60cm, 1929[2] ;
  - La coupe blanche, huile sur toile, 1934[2] ;
  - Paysage au Mont national (près d'Obernai), 1935 ;
  - Nature morte aux citrons, huile sur toile, 1948[2] ;
  - Le cours à Malaucène (ancien titre : Le mail à Malaucène), huile sur toile 60x73cm, 1952[26] ;
  - L'après-midi au jardin (Malaucène), 1952 ;
  - Les Decques au Brusq, paysage, huile sur toile 54x65cm, vers 1953[27] ;
  - Santa Marione et les oliviers à Corte (Paysage au berger corse), huile sur toile 60x73cm, 1925[2] ;
  - Paysage aux environs de Paris (Le parc) ;
  - Les vendanges (Puylaroque), 1929 ;
  - Paysage aux environs d'Obernai ;
  - Le fort de Six-Fours, huile sur toile 54x65cm, 1930[2],[28].
- Toulon, musée d'Art, Nature morte, fruits.
- Vesoul, Musée Jean-Léon Gérôme, Paysage de Malaucène, 1952.

### Sources et bibliographie
Cet article a été écrit à partir des archives personnelles de Paul Welsch.
- Aloyse Andrès, Cinquante années de peinture en Alsace, Saisons d'Alsace n° 3, Strasbourg, 1950.
- Patrick-F. Barrer, L'histoire du Salon d'automne de 1903 à nos jours, Arts et Images du Monde, 1992.
- Bénézit :
  - Bénézit Emmanuel, Dictionnaire des peintres, sculpteurs, dessinateurs et graveurs, tome 14, Paris, Gründ, 1999.
  - (en) lire en ligne  (ISBN 9780199899913).
- Jean-Eugène Bersier, Paul Welsch, Revue de la Méditerranée, tome 17 n° 3, Paris-Alger, 1957.
- Hélène Braeuner, Les peintres et l'Alsace, autour de l'Impressionnisme, La Renaissance du Livre, Tournai (Belgique), 2003.
- Christian Claude (préface de Marianne Le Morvan), Paul Welsch ou le réalisme poétique en peinture, Jérôme Do Betzinger éditeur, Colmar, 2015.
- François Joseph Fuchs, « Paul Welsch », Nouveau dictionnaire de biographie alsacienne, vol. 48, p. 5018.
- Robert Heitz, « Le Groupe de mai : dixième anniversaire, 1919-1929 », La Vie en Alsace, Strasbourg, 1929.
- Robert Heitz, « Physionnomie d'artiste - Paul Welsch », La Vie en Alsace, Strasbourg, 1931.
- Robert Heitz, La peinture en Alsace 1050-1950, Dernières Nouvelles d'Alsace, Strasbourg, 1975.
- Davis Karel, Dictionnaire des artistes de langue française en Afrique du Nord, Musée du Québec / Les Presses de l'Université Laval, 1992 (consulter en ligne).
- Marc Lenossos, « Des œuvres de Paul Cézanne aux paysages alsaciens de Paul Welsch », La Vie en Alsace, Strasbourg, 1937.
- François Lotz, Artistes peintres alsaciens de jadis et de naguère 1880-1982, Kaysersberg, Printek, 1987.
- Claude Odilé, « Les artistes vivants de l'Alsace », La Vie en Alsace, Strasbourg, 1926.
- Claude Odilé, « Le Groupe de mai, exposition de 1928 », La Vie en Alsace, Strasbourg, 1928.
- Raymond Régamey, « Paul Welsch, peintre », L'Amour de l'art, n°5, mai 1927, p. 136 (consulter en ligne).
- Robert Rey, Atelier Paul Welsch, éditions de la galerie Bellier, Paris, 1968.
- Gérald Schurr, Les petits maîtres de la peinture, valeur de demain, Les Éditions de l'Amateur, tome IV, 1979.
- Gérald Schurr, Le Guidargus de la peinture, Les Éditions de l'Amateur, 1996.
- Pia Wendling, Une génération de peintres en Alsace : le Groupe de Mai 1919-1934, Musée Historique, Haguenau, 2002.
- Pia Wendling, Paul Welsch 1889-1954, Musée Historique, Haguenau, 2006.